# شعب غدير (بعدان)

تعديل مصدري - تعديل

شعب غدير محلة تابعة لقرية ذي الضرب، التابعة لعزلة الحرث بمديرية بعدان إحدى مديريات محافظة إب في الجمهورية اليمنية، بلغ تعداد سكانها 46 حسب تعداد اليمن لعام 2004.